# Psammisia roseiflora
Psammisia roseiflora är en ljungväxtart som beskrevs av Herman Otto Sleumer. Psammisia roseiflora ingår i släktet Psammisia och familjen ljungväxter. Inga underarter finns listade i Catalogue of Life.